# 김종태 (1906년)
김종태(金鍾泰, 1906년 ~ 1935년)는 일제강점기의 서양화가이다. 호는 회산(繪山).
평양출신설과 김포출신설이 있다. 1926년 ~ 1936년 선전(鮮展) 제5·6·7·8·9·10·11·13·14·15회전에 계속 출품, 이인성(李仁星) 등과 함께 선전에서 가장 괄목할 만한 활동을 보인 화가의 한 사람이다. 제7·8·12·14회 선전에서 특선, 1936년 제15회전에서 한국인으로 최초인 서양화 추천작가가 되었다. 1930년 일본 도쿄로 건너가 새로운 미술을 모색하기도 하였으며, 그곳 이과전(二科展)에 여러 차례 입선한 바도 있다.
인상주의적 수법에서 야수파적인 경향으로 옮겨가는 화풍을 보이며, 작품으로 〈낮잠〉, 〈청장〉(靑裝) 등이 있다.

## 작품

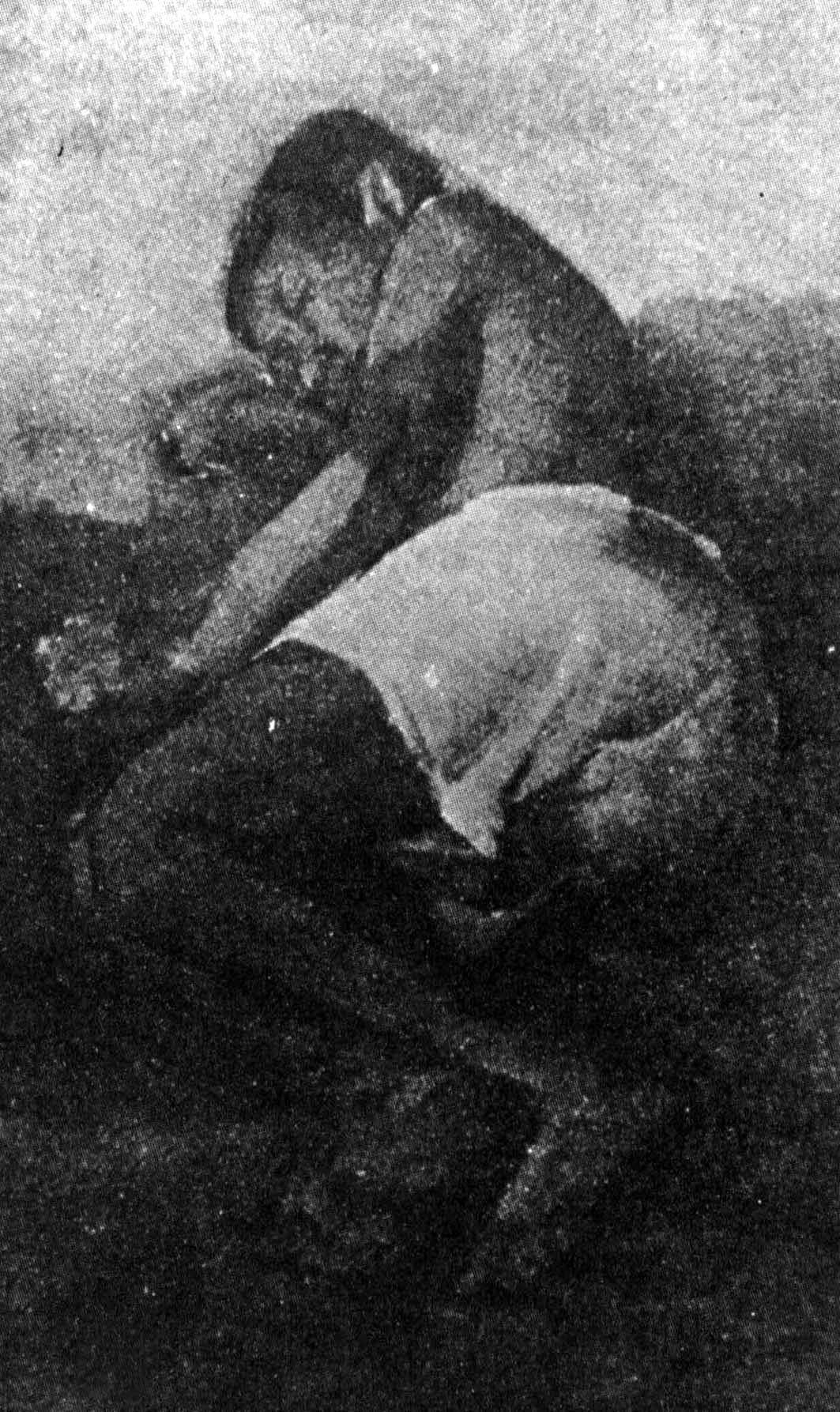
〈낮잠〉
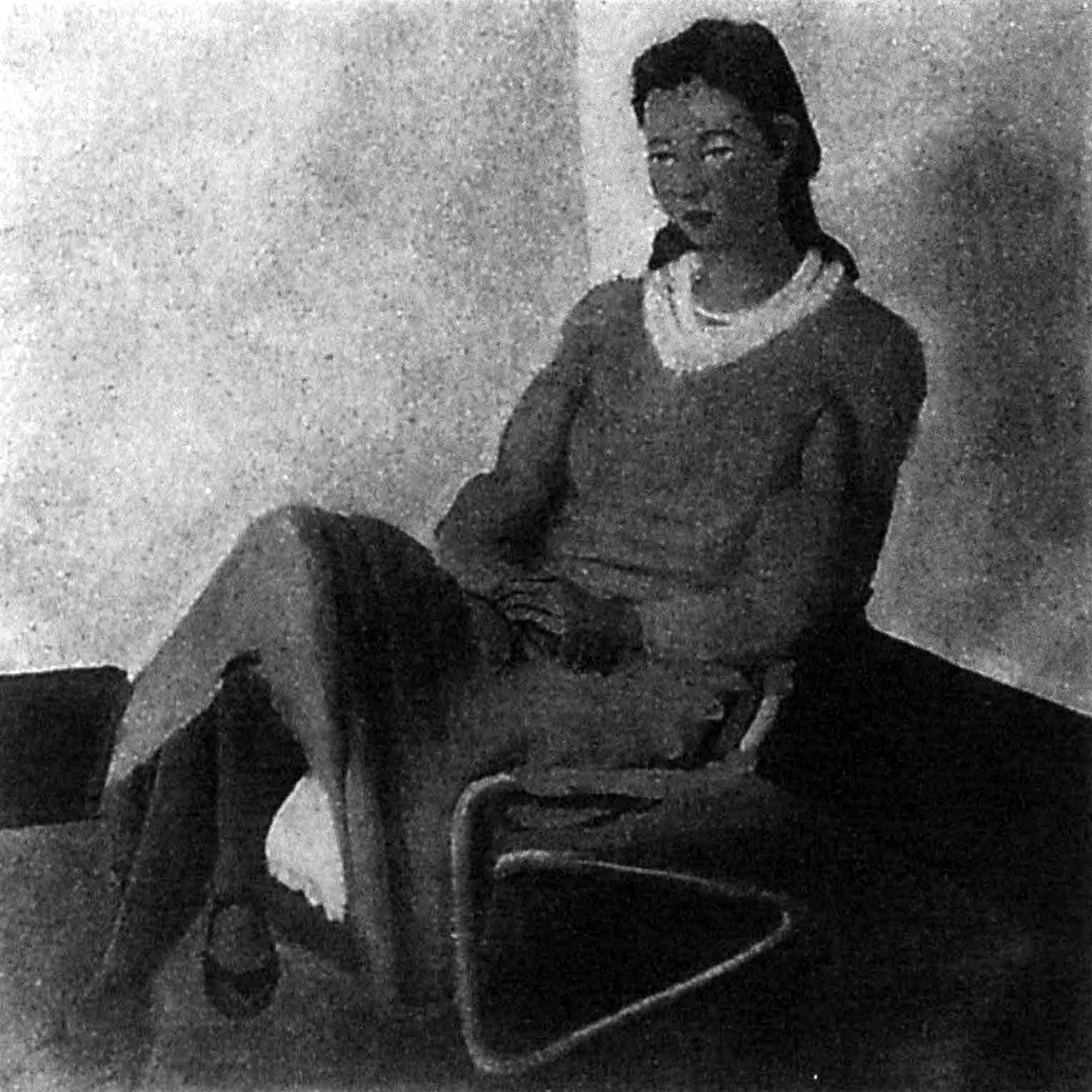
〈청장〉
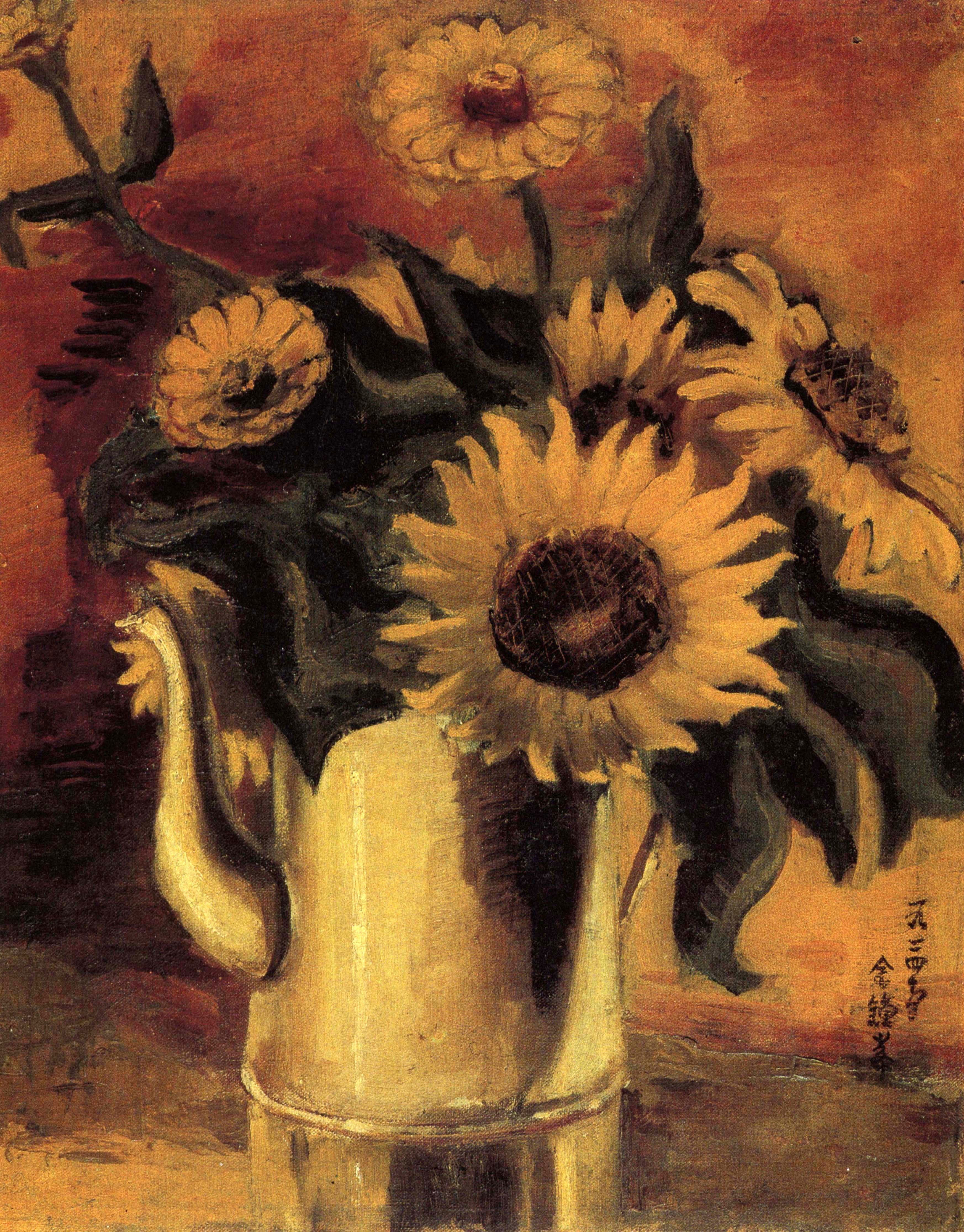
〈해바라기〉
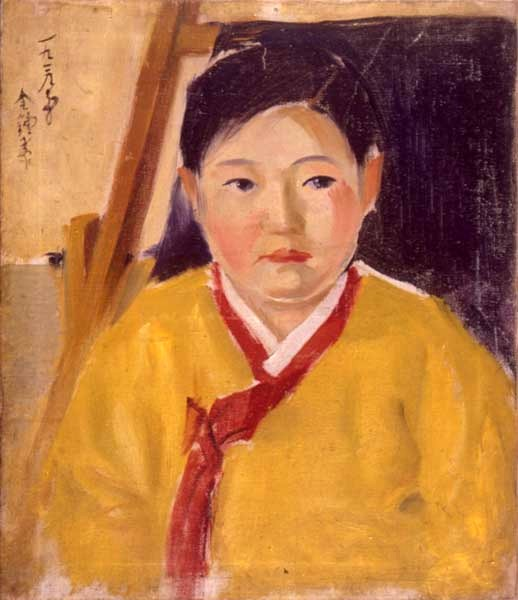
〈노란 저고리〉
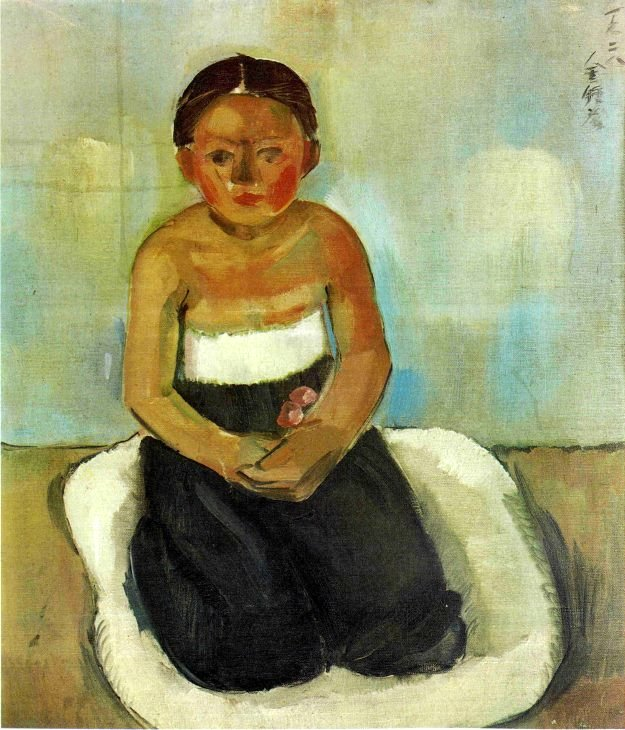
〈포즈〉

## 참고 문헌
- 이 문서에는 다음커뮤니케이션(현 카카오)에서 GFDL 또는 CC-SA 라이선스로 배포한 글로벌 세계대백과사전의 내용을 기초로 작성된 글이 포함되어 있습니다.